# Sport v Hradci Králové
Hradec Králové je město mnoha sportovních odvětví. Kromě fotbalového klubu FC Hradec Králové a hokejového HC VCES Hradec Králové zde má své místo i dámský fotbalový klub, pozemní hokejový, volejbalový, basketbalový, klub vodního póla, plavecký klub nebo klub bojového sportu karate.
Stejně jako ve většině jiných měst má v Hradci největší sledovanost fotbal a hokej. V obou sportech má Hradec po jednom profesionálním týmu, které ovšem nepatří k české špičce. 
Fotbalový FC Hradec Králové má na svém kontě jeden mistrovský titul z roku 1960 a největším úspěchem novodobé historie je vítězství v národním poháru v roce 1995. V roce 2003 sestoupil z Gambrinus ligy do druhé ligy. Chtěl se brzy vrátit, ovšem ačkoli několikrát byl velmi blízko (např. v sezoně 2007/08 mu k postupu chyběly dva body), dlouho se to nedařilo. V sezoně 2008/09 měl naopak opačné starosti: klub měl průměrnou podzimní část sezony a ještě daleko horší začátek jara a místo postupových ambicí tak hrozil spíš sestup do nižší soutěže. Kvůli tomu byl trenér Machala nahrazen Václavem Kotalem, který hradecký klub zachránil v druhé nejvyšší soutěži. Hradec poté plánoval vychovat z mladíků kvalitní tým, který by během několika let postoupil do první ligy. Ovšem už v následující sezoně 2009/2010 měl velmi povedený podzim a ještě povedenější jaro, na svém stadionu 14x vyhrál a jen 1x remizoval; za celou sezonu jen 2x prohrál. Díky tomu velmi překvapivě postoupil tým poskládaný hlavně z odchovanců již ve 28. kole z 30 po výhře nad Duklou Praha 1:0. Jediným možným problémem je v tuto chvíli nevyhovující stadion, ovšem vedení klubu řeší tuto situaci tak, aby klub mohl po 7 letech opět nejvyšší soutěž hrát. Již do poloviny července jsou třeba úpravy na stadionu zvaném Pod Lízátky (oficiální název je Všesportovní stadion) důležité k tomu, aby se zde mohla hrát 1. liga, ovšem do roku 2012 se plánuje postavit na stejném místě nový stadion. Nynější stadion má kapacitu přes 21 000 diváků (včetně stojících), nový by měl mít 12 000 sedících diváků.
Hokejový HC VCES Hradec Králové hrál naposled Extraligu v první polovině 90. let. Poté hrával v nižších soutěžích v sezoně 2001/2002 postoupil do 1. ligy (druhé nejvyšší soutěže). V této soutěži se postupně propracovával na vyšší příčky. Klub začal myslet i na postup do Extraligy. Nejlepší sezonou v novodobé historii byla pro tým sezona 2006/2007, kdy tým vyhrál základní část a skončil v semifinále play-off. V dalším ročníku Hradec vypadl ve čtvrtfinále. V posledních dvou ročnících vypadl shodně v semifinále play-off s Ústím nad Labem. Ačkoli klub plánuje v horizontu 5 let postup do Extraligy, ukazuje se, že postup ze semifinále je nejspíš nad jeho síly, což se projevilo i návštěvnosti v loňském ročníku, která oproti předchozím letům výrazně klesla. Největším rivalem klubu je HC Eaton Pardubice, ale s tímto extraligovým týmem nehrál již dlouho mistrovský zápas. Z prvoligových týmů patří mezi rivaly další východočeské kluby: HC Chrudim (které ovšem kvůli finančním problémům hrozí, že v příští sezoně už nebude 1. ligu hrát) a zejména HC Vrchlabí. Rivalita Hradce a posledně jmenovaného klubu se vyhrotila zejména ve čtvrtfinálové sérii play-off v sezoně 2008/09, kde byl nakonec úspěšnější Hradec.
Stadion v sousedství Jiráskových sadů, na soutoku Labe a Orlice, byl nedávno rekonstruován a pojme necelých 8 000 diváků.
Na počet aktivních sportovců v Hradci Králové se na přední místa také řadí golf. Park Golf Club Hradec Králové má přes 800 aktivních členů, z toho víc než 120 dětí. Díky pravidelnému a systematickému tréninku místní klub sbírá úspěchy na celostátní úrovni. V dětských kategoriích se pohybuje mezi 8 nejlepšími kluby v ČR. Dospělí hráči hrají 1. ligu (MUŽI) a Extraligu (ŽENY). Opět se tak klub řadí mezi nejlepší kluby v ČR.